# Erica acuta
Erica acuta là một loài thực vật có hoa trong họ Thạch nam. Loài này được Andrews mô tả khoa học đầu tiên năm 1845.

## Hình ảnh

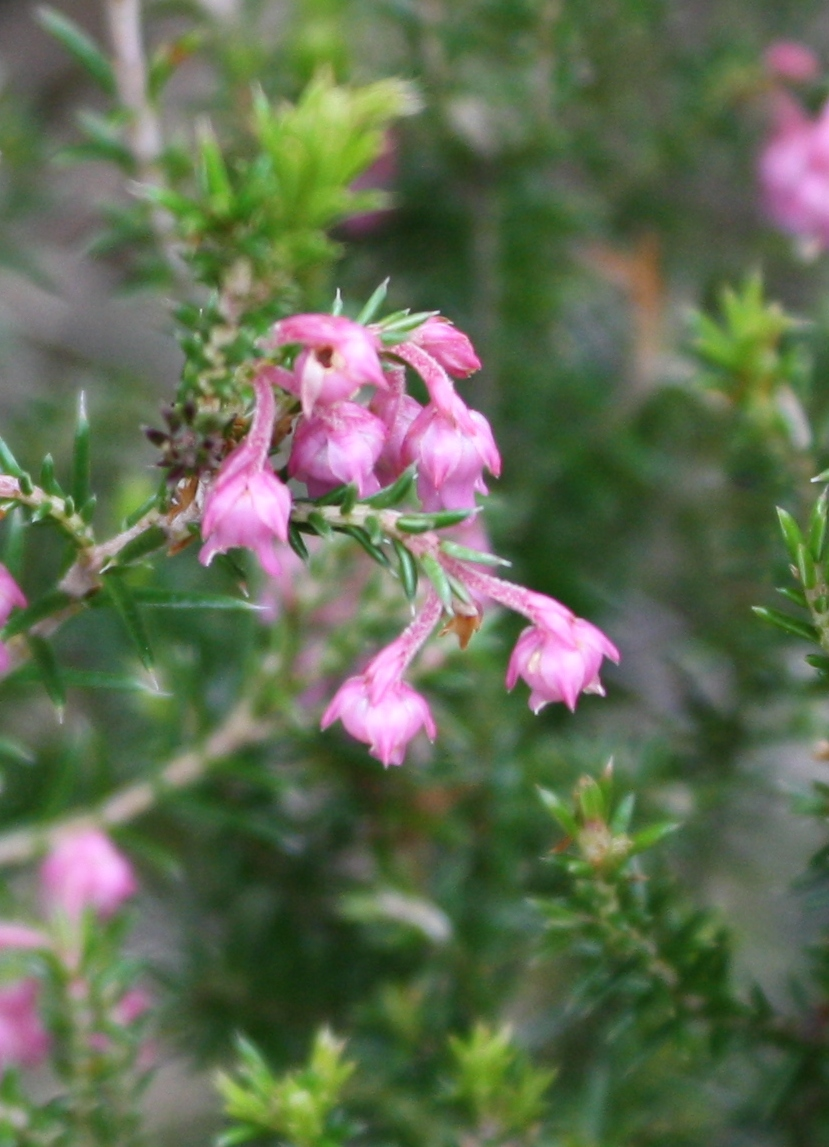
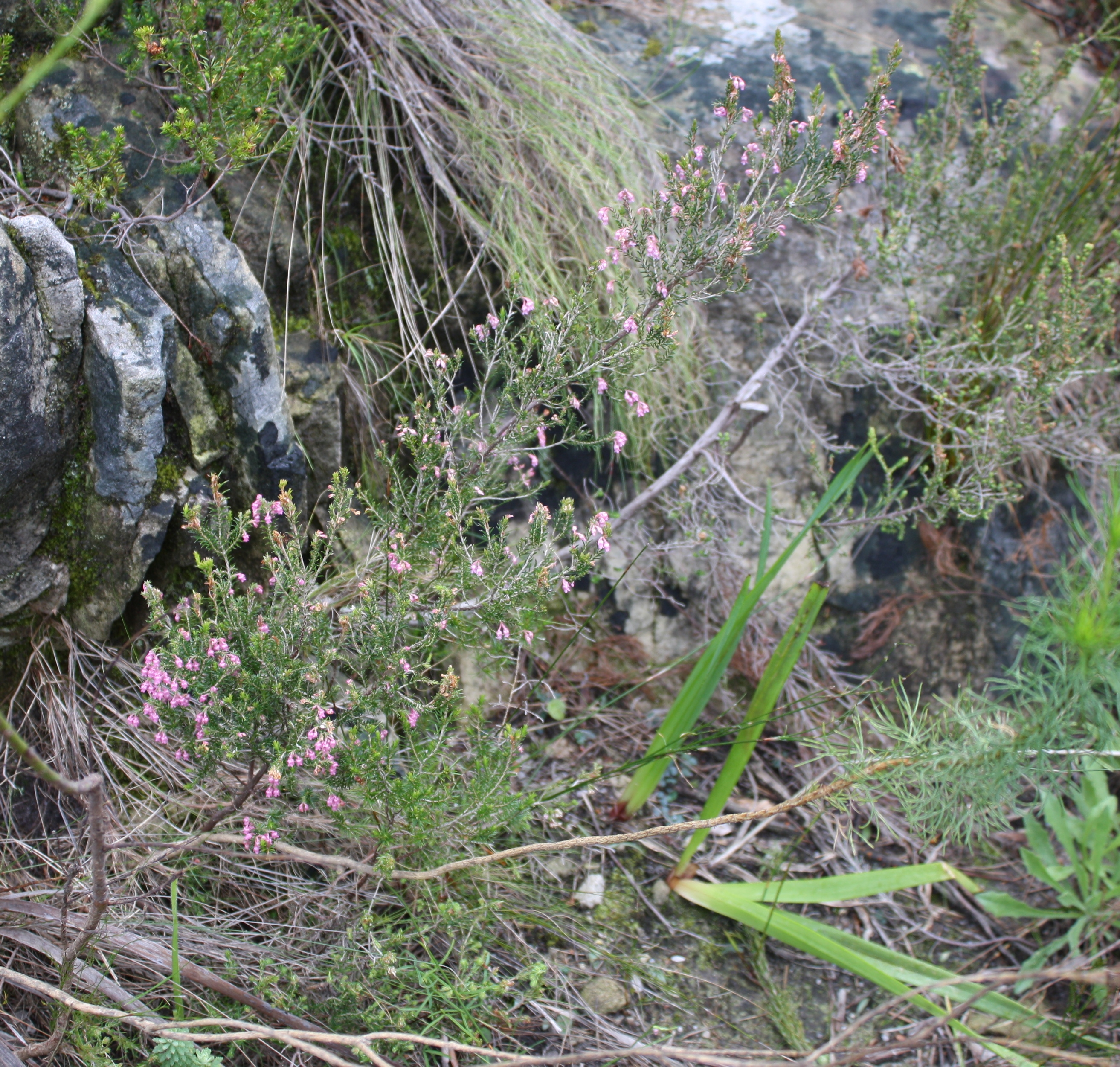
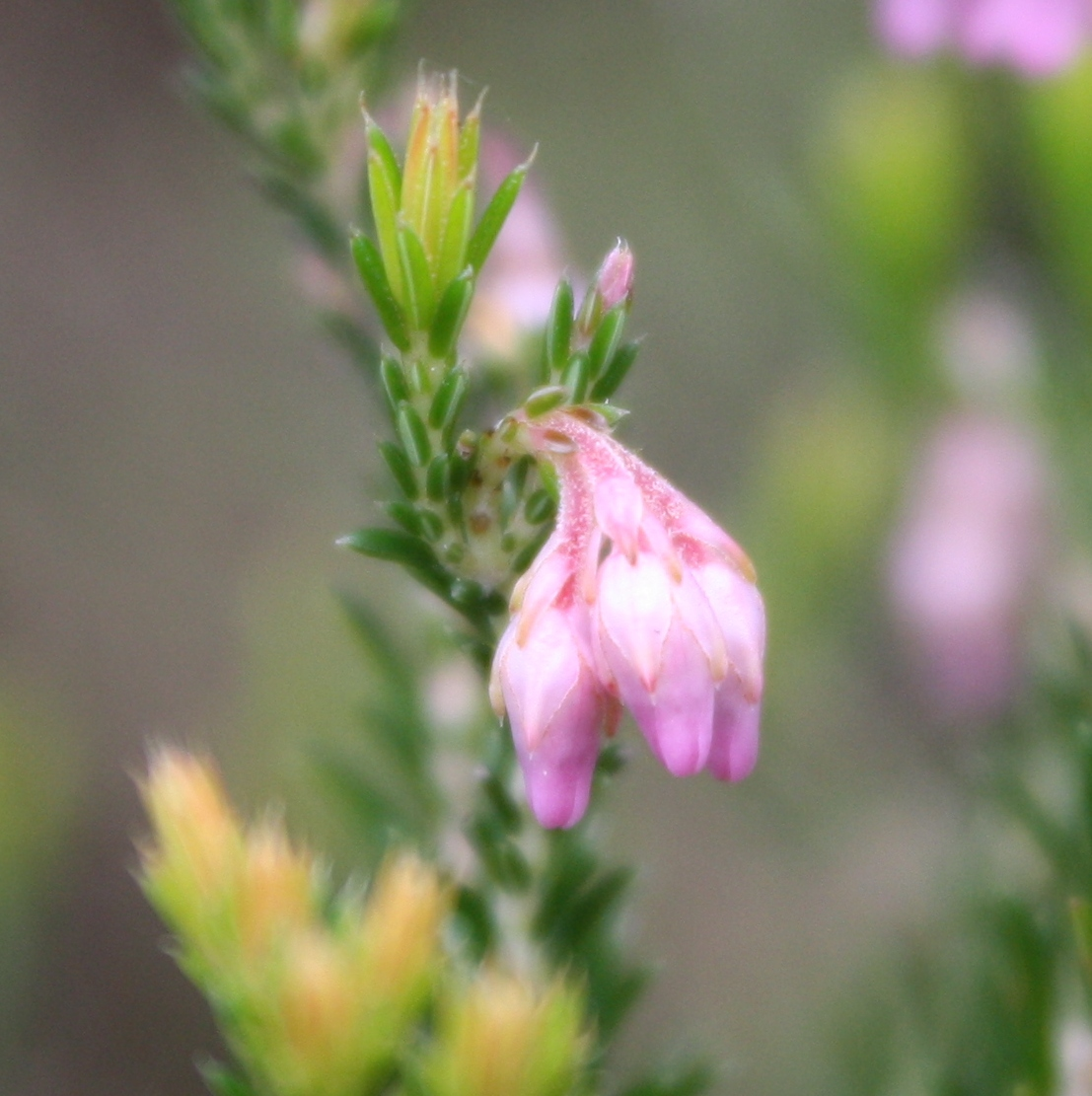